# La Revanche de Sept
La Revanche de Sept (titre original : The Revenge of Seven) est un roman de science-fiction américain écrit par Jobie Hughes et James Frey (sous le pseudonyme de Pittacus Lore) et publié en 2014 puis traduit en français et publié en 2015. Il s'agit du cinquième tome de la série Lorien Legacies qui en compte sept.

## Résumé
Après l'attaque de Chicago, Dix s'est fait capturer par Setrakus Ra et se trouve dans le vaisseau amiral. Quatre, Sam, Sarah, Malcolm et un ami mogadorien sont en fuite aux États-Unis. Six, Sept et Neuf cherchent à sortir des marécages où Cinq les a emmenés pour leur tendre un piège. Ils retrouvent le corps de Huit et le transportent aux États-Unis.